# Torbjörn Langemar
Torbjörn Langemar (13 novembre 1940) è un ex cestista svedese.

## Carriera
Con la Svezia ha disputato due edizioni dei Campionati europei (1961, 1965).